# A Dél-afrikai Köztársaság vasúti járművei
Ez a szócikk a Dél-afrikai Köztársaság vasúti járműveit sorolja fel. A lista nem teljes!

## Mozdonyok

### Gőzmozdonyok
- South African Class 1 (4-8-0)
- South African Class 1A (4-8-0)
- South African Class 1B (4-8-2)
- South African Class 2 (4-6-2)
- South African Class 2C (4-6-2)
- South African Class 3 (4-8-2)
- South African Class 3A (4-8-2)
- South African Class 3B (4-8-2)
- South African Class 4 (4-8-2)
- South African Class 4A (4-8-2)
- South African Class 5 (4-6-2)
- South African Class 5A (4-6-2)
- South African Class 5B (4-6-2)
- South African Class 6 (4-6-0)3
- South African Class 6A (4-6-0)
- South African Class 6B (4-6-0)
- South African Class 6C (4-6-0)
- South African Class 6D (4-6-0)
- South African Class 6E (4-6-0)
- South African Class 6F (4-6-0)
- South African Class 6G (4-6-0)
- South African Class 6H (4-6-0)
- South African Class 6J (4-6-0)
- South African Class 6K (4-6-0)
- South African Class 6L (4-6-0)
- South African Class 6Y (2-6-2)
- South African Class 6Z (2-6-4)
- South African Class 7 (4-8-0)
- South African Class 7A (4-8-0)
- South African Class 7B (4-8-0)
- South African Class 7C (4-8-0)
- South African Class 7D (4-8-0)
- South African Class 7E (4-8-0)
- South African Class 7F (4-8-0)
- South African Class 8 (4-8-0)
- South African Class 8A (4-8-0)
- South African Class 8B (4-8-0)
- South African Class 8C (4-8-0)
- South African Class 8D (4-8-0)
- South African Class 8E (4-8-0)
- South African Class 8F (4-8-0)
- South African Class 8X (2-8-0)
- South African Class 8Y (2-8-0)
- South African Class 8Z (2-8-0)
- South African Class 9 (4-6-2)
- South African Class 10 (4-6-2)
- South African Class 10A (4-6-2)
- South African Class 10B (4-6-2)
- South African Class 10C (4-6-2)
- South African Class 10D (4-6-2)
- South African Class 11 (2-8-2)
- South African Class 12 (4-8-2)
- South African Class 12A (4-8-2)
- South African Class 12B (4-8-2)
- South African Class 13 (4-8-0T+T)
- South African Class 14 (4-8-2)
- South African Class 14A (4-8-2)
- South African Class 14B (4-8-2)
- South African Class 14C (4-8-2)
- South African Class 15 (4-8-2)
- South African Class 15A (4-8-2)
- South African Class 15B (4-8-2)
- South African Class 15C (4-8-2)
- South African Class 15CA (4-8-2)
- South African Class 15E (4-8-2)
- South African Class 15F (4-8-2)
- South African Class 16 (4-6-2)
- South African Class 16A (4-6-2)
- South African Class 16B (4-6-2)
- South African Class 16C (4-6-2)
- South African Class 16D (4-6-2)
- South African Class 16DA (4-6-2)
- South African Class 16E (4-6-2)
- South African Class 17 (4-8-0T+T)
- South African Class 18 (2-10-2)
- South African Class 19 (4-8-2)
- South African Class 19A (4-8-2)
- South African Class 19B (4-8-2)
- South African Class 19C (4-8-2)
- South African Class 19D (4-8-2)
- South African Class 20 (2-10-2)
- South African Class 21 (2-10-4)
- South African Class 23 (4-8-2)
- South African Class 24 (2-8-4)4
- South African Class 25 (4-8-4)
- South African Class 25NC (4-8-4)
- South African Class 26 (4-8-4)
- South African Class A (4-8-2T)
- South African Class B (0-6-4T)
- South African Class C (4-6-0T)
- South African Class C1 (4-6-2T)
- South African Class C2 (4-6-4T)
- South African Class D (2-6-4T)
- South African Class E (4-6-4T)
- South African Class Exp 1 (4-6-2)
- South African Class Exp 2 (2-8-0)
- South African Class Exp 3 (2-8-0)
- South African Class Exp 4 (2-8-2)
- South African Class Exp 5 (2-8-2)
- South African Class Exp 6 (4-8-0)
- South African Class F (4-6-4T)
- South African Class FC (2-6-2+2-6-2)
- South African Class FD (2-6-2+2-6-2)
- South African Class G (4-8-2T)
- South African Class GA (2-6-0+0-6-2)
- South African Class GB (2-6-2+2-6-2)
- South African Class GC (2-6-2+2-6-2)
- South African Class GCA (2-6-2+2-6-2)
- South African Class GD (2-6-2+2-6-2)
- South African Class GDA (2-6-2+2-6-2)
- South African Class GE (2-8-2+2-8-2)
- South African Class GEA (4-8-2+2-8-4)
- South African Class GF (4-6-2+2-6-4)
- South African Class GG (2-6-2+2-6-2)
- South African Class GH (4-6-2+2-6-4)
- South African Class GK (2-6-2+2-6-2)
- South African Class GL (4-8-2+2-8-4)
- South African Class GM (4-8-2+2-8-4)
- South African Class GMA (4-8-2+2-8-4)
- South African Class GO (4-8-2+2-8-4)
- South African Class H (4-10-2T)
- South African Class H1 (4-8-2T)
- South African Class H2 (4-8-2T)
- South African Class HF (2-8-2+2-8-2)
- South African Class J (4-6-4T)
- South African Class K (4-6-4T)
- South African Class KM (0-6-0+0-6-0)
- South African Class MA (2-6-6-0)
- South African Class MB (2-6-6-0)
- South African Class MC (2-6-6-0)
- South African Class MC1 (2-6-6-0)
- South African Class MD (2-6-6-2)
- South African Class ME (2-6-6-2)
- South African Class MF (2-6-6-2)
- South African Class MG (2-6-6-2)
- South African Class MH (2-6-6-2)
- South African Class MJ (2-6-6-0)
- South African Class MJ1 (2-6-6-0)
- South African Class O4 (4-4-2)
- South African Class S (0-8-0)
- South African Class S1 (0-8-0)
- South African Class S2 (0-8-0)
- South African Class U (2-6-2+2-6-2)
- South African Harbour locomotives (0-4-0)
- South African Harbour locomotives (2-6-0)

## Motorvonatok

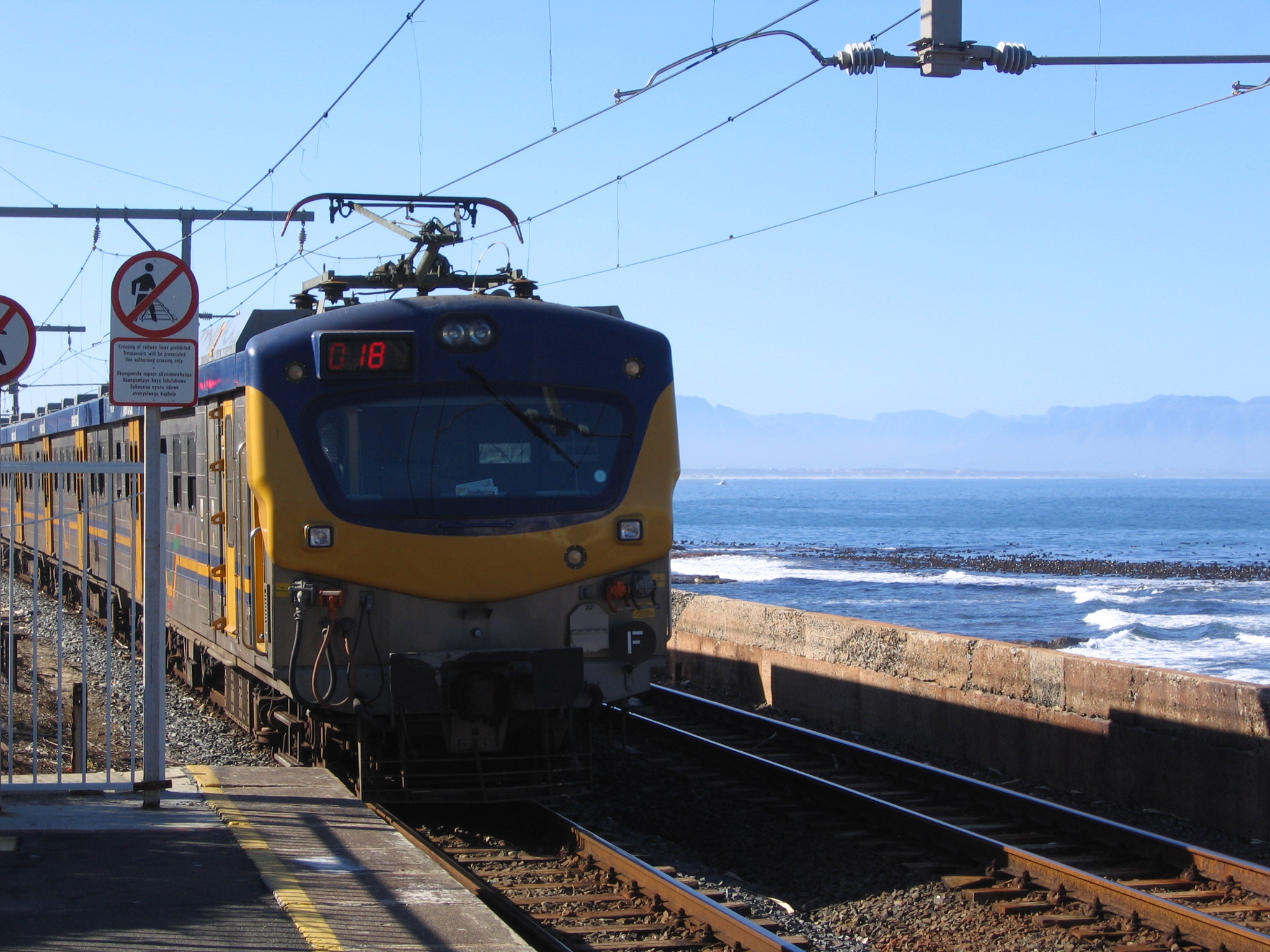
Villamos motorvonat a Dél-afrikai Köztársaságban

### Dízel-villamos mozdonyok
- South African Class 31-000
- South African Class 32-000
- South African Class 32-200
- South African Class 33-000
- South African Class 33-200
- South African Class 33-4006
- South African Class 34-000
- South African Class 34-200
- South African Class 34-400
- South African Class 34-500
- South African Class 34-600
- South African Class 34-800
- South African Class 34-9008
- South African Class 35-000
- South African Class 35-200
- South African Class 35-400
- South African Class 35-600
- South African Class 36-000
- South African Class 36-200
- South African Class 37-000
- South African Class 39-000
- South African Class 39-2001
- South African Class 43-000
- South African Class 91-0001
- South African GE C30-EMP
- South African GE G18U

### Dízel-hidraulikus mozdonyok
- South African Class 61-000

### Villamosmozdonyok
- South African Class 1E
- South African Class 2E
- South African Class 3E
- South African Class 4E
- South African Class 5E Series 1
- South African Class 5E Series 2
- South African Class 5E Series 3
- South African Class 5E1 Series 1
- South African Class 5E1 Series 2
- South African Class 5E1 Series 3
- South African Class 5E1 Series 4
- South African Class 5E1 Series 59
- South African Class 6E
- South African Class 6E1 Series 1
- South African Class 6E1 Series 25
- South African Class 6E1 Series 3
- South African Class 6E1 Series 4
- South African Class 6E1 Series 5
- South African Class 6E1 Series 6
- South African Class 6E1 Series 7
- South African Class 6E1 Series 8
- South African Class 6E1 Series 9
- South African Class 6E1 Series 10
- South African Class 6E1 Series 11
- South African Class 7E
- South African Class 7E1
- South African Class 7E2 Series 1
- South African Class 7E2 Series 24
- South African Class 7E3 Series 1
- South African Class 7E3 Series 2
- South African Class 7E4
- South African Class 8E
- South African Class 9E Series 12
- South African Class 9E Series 2
- South African Class 10E5
- South African Class 10E1 Series 1
- South African Class 10E1 Series 2
- South African Class 10E20
- South African Class 11E
- South African Class 12E
- South African Class 14E
- South African Class 14E1
- South African Class 15E0
- South African Class 16E
- South African Class 17E
- South African Class 18E Series 1
- South African Class 18E Series 2
- South African Class 19E
- South African Class E38
- South African Class ES
- South African Class Exp/AC